# Giovanni Camillo Maffei

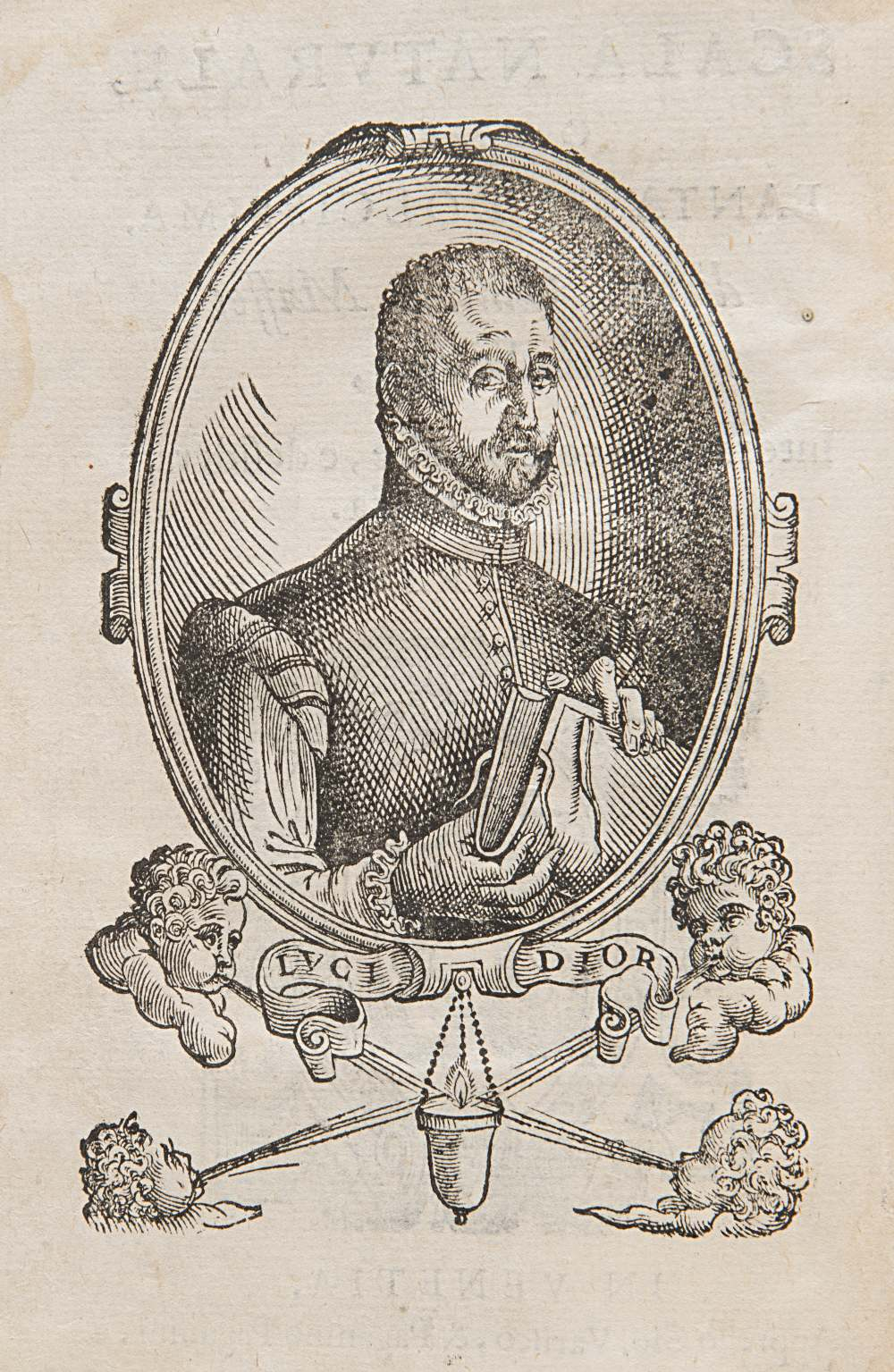

Giovanni Camillo Maffei da Solofra fue un médico, filósofo y músico italiano de mediados del siglo XVI, en pleno Renacimiento
Entre 1562 y 1573 vivió en Nápoles, donde sirvió a Giovanni di Capua, conde de Altavilla y amante de la música. En su filosofía se mostró aristotélico. Escribió un tratado sobre música vocal, "Lettera sul canto", incluido en los dos volúmenes de sus Lettere (Napoli, 1562)  citado también como Discorso delta voce e del modo d'apparare di cantar di garganta, y una Scala naturale, overo Fantasia dolcissima, intorno alle cose occulte e desiderate nella filosofia (Venecia, 1564), dedicada al Conde de Altavilla, donde discurre sobre diversos puntos de historia natural, física, meteorología, geología y química.
- Datos: Q5638109
- Multimedia: Giovanni Camillo Maffei / Q5638109